# Fernando Maria Bonilla-Musoles
Fernando Maria Bonilla-Musoles (València, 1944) és un obstetre i ginecòleg valencià. És un pioner de l'ecografia tridimensional.